# Pandanus affinis
Pandanus affinis är en enhjärtbladig växtart som beskrevs av Wilhelm Sulpiz Kurz. Pandanus affinis ingår i släktet Pandanus och familjen Pandanaceae. Inga underarter finns listade.